# Eduards Millers
Eduards Millers (ur. 26 października 1913 w Rydze, zm. 6 listopada 1998 w Caracas) – łotewski wojskowy, pilot Łotewskiego Legionu Luftwaffe podczas II wojny światowej
Służył w pułku piechoty w Rezeknes. Pod koniec lat 30. przeniósł się do pułku lotniczego. W 1939 r. ukończył szkołę lotniczą jako obserwator. W marcu 1944 r. wstąpił do Łotewskiego Legionu Luftwaffe. Był w stopniu porucznika lotnikiem, a jednocześnie oficerem odpowiadającym za personel techniczny. W maju został odznaczony Żelaznym Krzyżem 2 klasy za wykonanych ponad 50 misji bojowych. W czerwcu odesłano go na przeszkolenie myśliwskie na samolotach Focke-Wulf Fw 190 w północnych Niemczech, później w rejon Szczecina, a na końcu na Śląsk. Na początku października trafił do jednostki lotniczej JG 54, stacjonującej w Ventspils. Pod koniec października z kilkoma innymi łotewskimi pilotami przybył pod Szczecin, gdzie przeszedł kolejne przeszkolenie na pilota myśliwskiego. Po jego zakończeniu służył w JG 1 na północ od Berlina, a następnie na granicy z Holandią. 27 grudnia został zestrzelony; udało mu się wyskoczyć na spadochronie z płonącego samolotu. Przez kolejne 3 miesiące leczył w szpitalu zwichnięte ramię. Pod koniec kwietnia 1945 wraz z 2 innymi Łotyszami został wyznaczony do przeszkolenia na samolotach odrzutowych Messerschmitt Me 262, jednak z powodu kapitulacji Niemiec 8 maja nie zdążył odbyć ani jednego lotu. Po zakończeniu wojny wyemigrował do Wenezueli.